# 紫花卫矛
紫花卫矛（学名：Euonymus porphyreus）为卫矛科卫矛属的植物，为中国的特有植物。分布于中国大陆的四川、云南、西藏、甘肃、陕西、青海、贵州、湖北等地，生长于海拔800米至4,000米的地区，多生长在山地丛林以及山溪旁侧丛林中，目前尚未由人工引种栽培。
其种加词“Porphyreus”意为“紫色的”。
现接受名为冷地卫矛（Euonymus frigidus Wall., 1824）。

## 别名
大芽卫矛（四川植物志）

## 异名
- Euonymus dasydictyon Loesen. et Rehd.
- Euonymus porphyreus Loesen. var. ellipticus Blakelock